# بطولة أمريكا الجنوبية لألعاب القوى 1937
بطولة أمريكا الجنوبية لألعاب القوى 1937 هي النسخة الـ 10 من بطولة أمريكا الجنوبية لألعاب القوى. أقيمت في ساو باولو بالبرازيل. تصدرت البرازيل جدول الميداليات برصيد 36 ميدالية منها 14 ذهبية.

## جدول الميداليات
| الترتيب | منتخب      | ذهبية | فضية | برونزية | المجموع |
| ------- | ---------- | ----- | ---- | ------- | ------- |
| 1       | البرازيل   | 14    | 10   | 12      | 36      |
| 2       | الأرجنتين  | 9     | 10   | 7       | 26      |
| 3       | بيرو       | 1     | 3    | 2       | 6       |
| 4       | الأوروغواي | 0     | 1    | 3       | 4       |